# Bartini A-57
Die Bartini A-57 war ein sowjetisches Bomberprojekt der 1950er Jahre. Ziel des von Robert Bartini geleiteten Projektes war es, Starts und Landungen auf dem Wasser durchzuführen. Die Bartini A-57 wurde nicht gebaut.

## Geschichte
1953 begann Pawel Zybin mit der Entwicklung des strahlgetriebenen Marschflugkörpers RSS für strategische Langstreckenbomber. Mehrere Projekte für schwere Überschallbomber entstanden Mitte der 1950er Jahre. Natürlich konnte der revolutionär denkende Robert Bartini dem Wettbewerb nicht fernbleiben und präsentierte im Jahr 1955 sein Konzept eines schwanzlosen Überschall-Flugbootbombers mit Pfeilflügeln, an dem er seit 1952 arbeitete. Typisch für Flugzeugprojekte zu dem Zeitpunkt waren, dass diese nur auf der Basis-Berechnung basierten, während die endgültige Wahl der Flugzeug-Konfiguration erst nach Windkanal-Experimenten bestimmt wurde. Ein brillanter Mathematiker wie Bartini war, führte eine enorme Menge an Berechnungen durch. Das Ergebnis war Verbindung-Sweep (S-förmige) „Selbst-Balancing“ Flügel mit variablem Flügelprofilquerschnitt. Später hat Sergei Pawlowitsch Koroljow dazu beigetragen, diese Berechnungen in einem Windkanal zu überprüfen.
Die Konstruktionstechnik des Flugzeugs ist auch für 1990er-Jahre sehr hoch. Es war praktisch unmöglich, eine Linienmarkierung des Grenzübergangs der Flügel und Rumpf zu ziehen. Fünf Turbojet-Triebwerke mit Nachbrenner wurden zwischen den zwei nach innen geneigten Seitenleitwerken installiert, die bis zu 130.000 kg Schub produzieren. Das Flugzeug hat kein Fahrwerk. Für die Landung auf dem Wasser (oder Eis) waren einziehbare Skier geplant. Für den Start vom Land war ein abwerfbarer ‚Fahrwerkswagen‘ vorgesehen. Alle Wartungsarbeiten am Flugzeug waren von der Oberseite des Flugzeuges möglich, so dass Service und Auftanken auf dem offenen Meer kein Problem war. Das Flugbootkonzept erlaubte das Weglassen großer, teurer (und in Kriegszeiten verletzlicher) Flugplätze und Betonpisten. In Verbindung mit Tank-U-Booten (wie bei der Tupolew '504'), konnte die A-57 überall in der Welt eingesetzt werden. Ein Komplett-Set von Marineanlagen war geplant. Im April 1957 wurde Bartini von SibNIA (Nowosibirsk) zum OKBS MAL (Moskau) delegiert. Das ZIAM und ZAGI-Teams schlossen sich dem Projekt an. Start und Landung auf der Wasseroberfläche wurden in Details wie auch dem Dauerbetrieb im „Schiff“-Regime untersucht. Die Expertengruppe, einschließlich Wladimir Michailowitsch Mjassischtschew (eines Konkurrenten!) kam zu einem positiven Fazit für die A-57 und legte es der Regierung vor, aber es folgte keine Entscheidung ‚von oben‘. Zwischen 1952 und 1961 präsentierte R.L. Bartini mehrere Projekte auf Basis der A-57 (alles Überschallflugboote), die in Größe und Funktion unterschiedlich waren. Die Entwürfe waren jedoch zu futuristisch und wurden nicht verwirklicht.

## Technik
Die A-57 sollte mit einem Hubtriebwerk (ähnlich dem eines Senkrechtstarters) ausgestattet werden, um das Abheben von der Meeresoberfläche zu unterstützen. Es war beabsichtigt, das Flugzeug durch U-Boote zu betanken. Der Bomber hatte einen langen, schlanken Deltaflügel (»Bartini«-Flügel). Es wurden Windkanaltests durchgeführt, aber das Projekt wurde im Jahre 1957 beendet, bevor die Produktion beginnen konnte; evtl. weil die Sowjetregierung nach dem Start von Sputnik 1 annahm, dass die neuen Interkontinentalraketen Bomber entbehrlich machen würden. So beschloss man, dass die Tu-95 als Bomber ausreichen würde und dass das A-57-Projekt zu teuer war und ein solches Flugzeug nicht benötigt wurde.
Die geplante Navigations- und Avionikausrüstung war Stand der Technik für die Mitte der 1950er-Jahre: SVR-1-Radarsystem, „Rosa“ und „Wenik“ („Rose“ und „Besen“), aktive Störsender, TRS-45 Radar, Täuschkörper-Werfer, Navigationssystem „Weter“ („Wind“), Kommunikationssystem „Planet“ und Hydrokreisel für die Kommunikation mit U-Booten. Neben der RSS-Rakete hat die A-57 einen internen Bombenschacht, in dem Atombomben bis zu 3000 kg untergebracht werden konnten. Erstaunlich ist, dass um diese Fülle von Geräten auf lang anhaltenden Missionen zu bedienen, eine Besatzung von drei Personen als ausreichend befunden wurde.

## Geplante Versionen
- R57-AL: Fernaufklärer
- A-57: Überschallbomber
- A-55 Mittelstrecken-Bomber